# Burdberg
Burdberg ist ein Gemeindeteil von St. Wolfgang im oberbayerischen Landkreis Erding.

## Geographie
Der Weiler Burdberg liegt in der Gemarkung Gatterberg auf der dreiseitig abfallenden Geländezunge eines vom Rimbach und Burdberger Bach begrenzten Höhenrückens im äußersten Nordosten der Gemeinde Sankt Wolfgang.

## Geschichte
Der Namensteil burd des im Hochmittelalter entstandenen Ortes bedeutet im Mittelhochdeutschen tragen. Burdberg bestand im Jahr 1600 aus vier Höfen, die ausschließlich Wehrbauerngüter waren.

## Denkmalschutz
Der nahegelegene Bildstock zur Erinnerung an den Ersten Weltkrieg stammt aus der Nachkriegszeit nach 1918. Er ist als Baudenkmal in die Liste der Baudenkmäler in Sankt Wolfgang eingetragen.

## Naturschutz
Das FFH-Gebiet Isental mit seinen Nebenbächen ist Teil des europäischen Natura-2000-Netzwerks. Im Frühling ziehen jeweils Elritzen, Mühlkoppen und andere Fische den Rimbach im Gattergebirge hoch, um dort zu laichen. Im April 2018 kam es während der Fischwanderung allerdings zu einer wohl ungewollten Naturkatastrophe, als aus der Güllegrube eines landwirtschaftlichen Betriebs in Burdberg Gülle über ein 200 Meter langes Rohr in den Bach floss. Obwohl die Feuerwehr schnell einen Kilometer bachabwärts eine Sperre errichtete, verendeten mehrere hundert Fische mit Bäuchen voller Eier.

## Bevölkerungsentwicklung
Um 1871 gab es in Burdberg 24 Einwohner. Im Mai 1987 lebten dort 36 Einwohner in fünf Wohngebäuden.
| Jahr      | 1871 | 1925 | 1950 | 1970 | 1987 |
| Einwohner | 24   | 33   | 44   | 34   | 36   |